# Benjamin Jones (Radsportler)

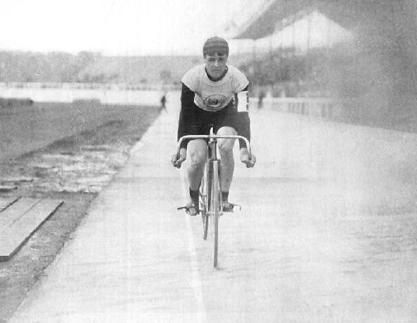
Benjamin Jones im Jahre 1908

Benjamin „Ben“ Jones (* 2. Januar 1882 in Wigan; † 20. August 1963 in Johannesburg, Südafrika) war ein britischer Radrennfahrer, der bei den Olympischen Sommerspielen 1908 in London erfolgreich über mehrere Distanzen im Bahnradsport teilnahm.
Der Bergarbeiter war als Mitglied des "Wigan Bicycle Clubs" britischer Titelträger über 5 Meilen und Inhaber des nationalen Rekords.
Er gewann bei den Wettkämpfen der Olympischen Sommerspiele 1908 im White City Stadium die Goldmedaille beim Wettbewerb über 5000 m wie auch bei der Mannschaftsverfolgung als Mitglied des britischen Teams. Darüber hinaus errang er die Silbermedaille beim Rennen über die 20-km-Distanz.
Außerdem nahm er am Wettkampf über 660 Yards teil, wo er jedoch in den Semifinals ausschied. Er war ebenfalls Finalteilnehmer im 1000-Meter-Rennen, das jedoch wegen Überschreiten des Zeitlimits von 105 Sekunden nicht gewertet wurde. Dieses Rennen wurde trotz der kurzen Strecke von Reifenschäden der eigentlichen Favoriten Clarence Kingsbury und Victor Johnson geprägt, sodass man eventuell das Überschreiten des Zeitlimits mit unerwarteten Behinderungen hätte erklären können. Für seinen zweiten Platz hinter dem Franzosen Maurice Schilles erhielt Jones keine Medaille.
1908 wurde Jones Zweiter im Sprint-Wettbewerb der Amateure bei den UCI-Bahn-Weltmeisterschaften 1908 in Leipzig. 1910 gewann er den Weltmeistertitel über die 5 Meilen in Berlin.
Später trat er dem "Salford Harriers Cycling Team" bei, wo er in Manchester vor allem auf der Rennstrecke in Belle Vue antrat. Als Mitglied der "Salford Harriers" gewann er zwischen 1911 und 1914 viermal den nationalen Titel über seine bevorzugte Distanz in Südafrika. Angeblich zog er später von Manchester nach London, wo er für die Radsportteams von Southwark und des "Putney Cycle Clubs" antrat.
Über den weiteren Verlauf der Karriere und des Lebens dieses vielseitigen Radsportlers ist nichts bekannt.

## Einzelbelege
1. ↑  www.wiganworld.co.uk
2. ↑  Manchester Sports & Olympic Champions (2 of 7) (Memento vom 27. Januar 2008 im Internet Archive)

| Personendaten    | Personendaten                                  |
| ---------------- | ---------------------------------------------- |
| NAME             | Jones, Benjamin                                |
| ALTERNATIVNAMEN  | Jones, Ben (Spitzname)                         |
| KURZBESCHREIBUNG | britischer Bahnradrennfahrer und Olympiasieger |
| GEBURTSDATUM     | 2. Januar 1882                                 |
| GEBURTSORT       | Wigan                                          |
| STERBEDATUM      | 20. August 1963                                |
| STERBEORT        | Johannesburg, Südafrika                        |